# Ferme de Blocry
La ferme de Blocry ou ferme du Blocry est une ancienne ferme brabançonne transformée en théâtre, située à Louvain-la-Neuve, section de la ville belge d'Ottignies-Louvain-la-Neuve, en Brabant wallon.
Elle abrite la deuxième salle et l'administration de l'Atelier Théâtre Jean Vilar.

## Localisation

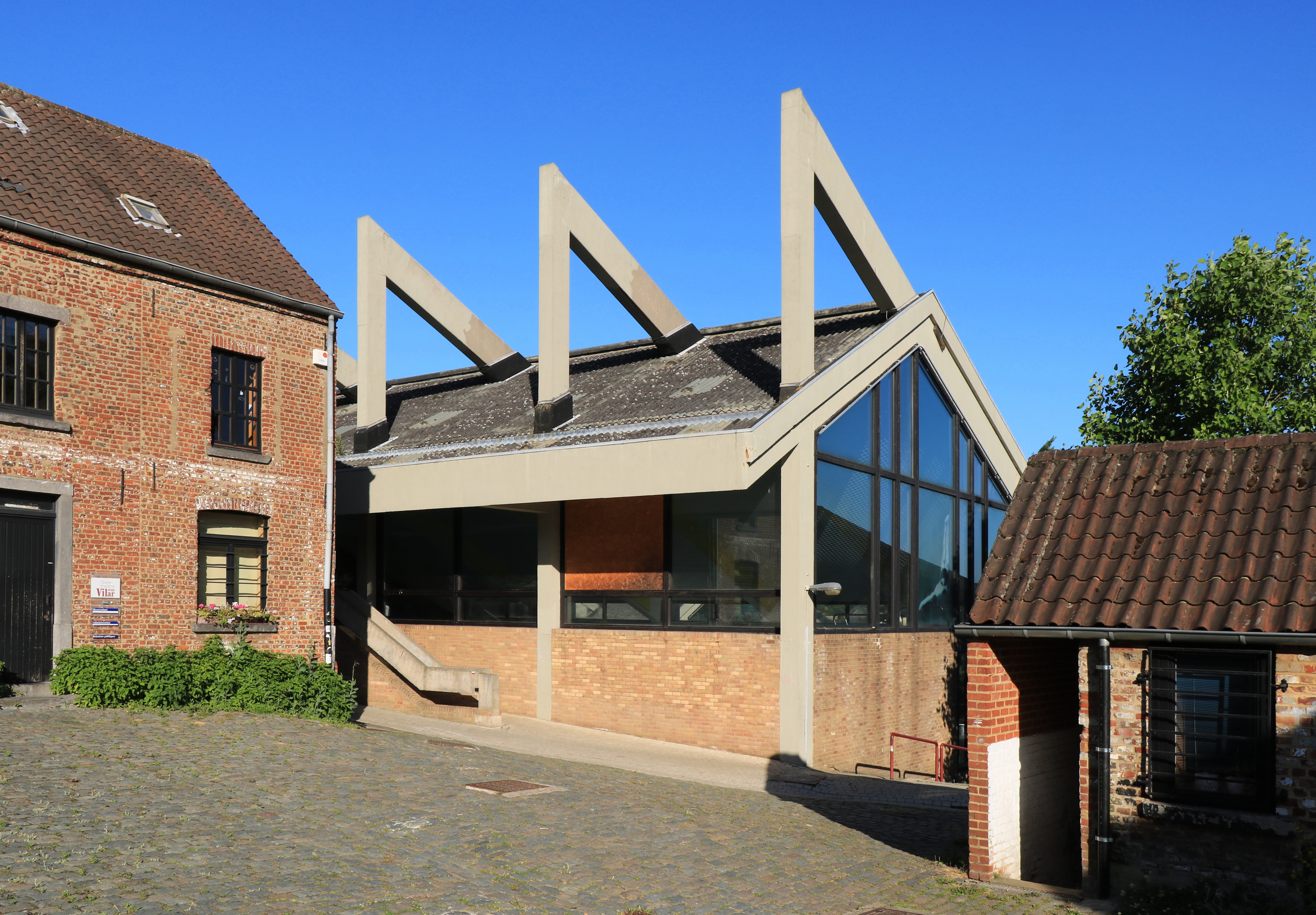
Les piscines de Blocry vues depuis la cour de la ferme.

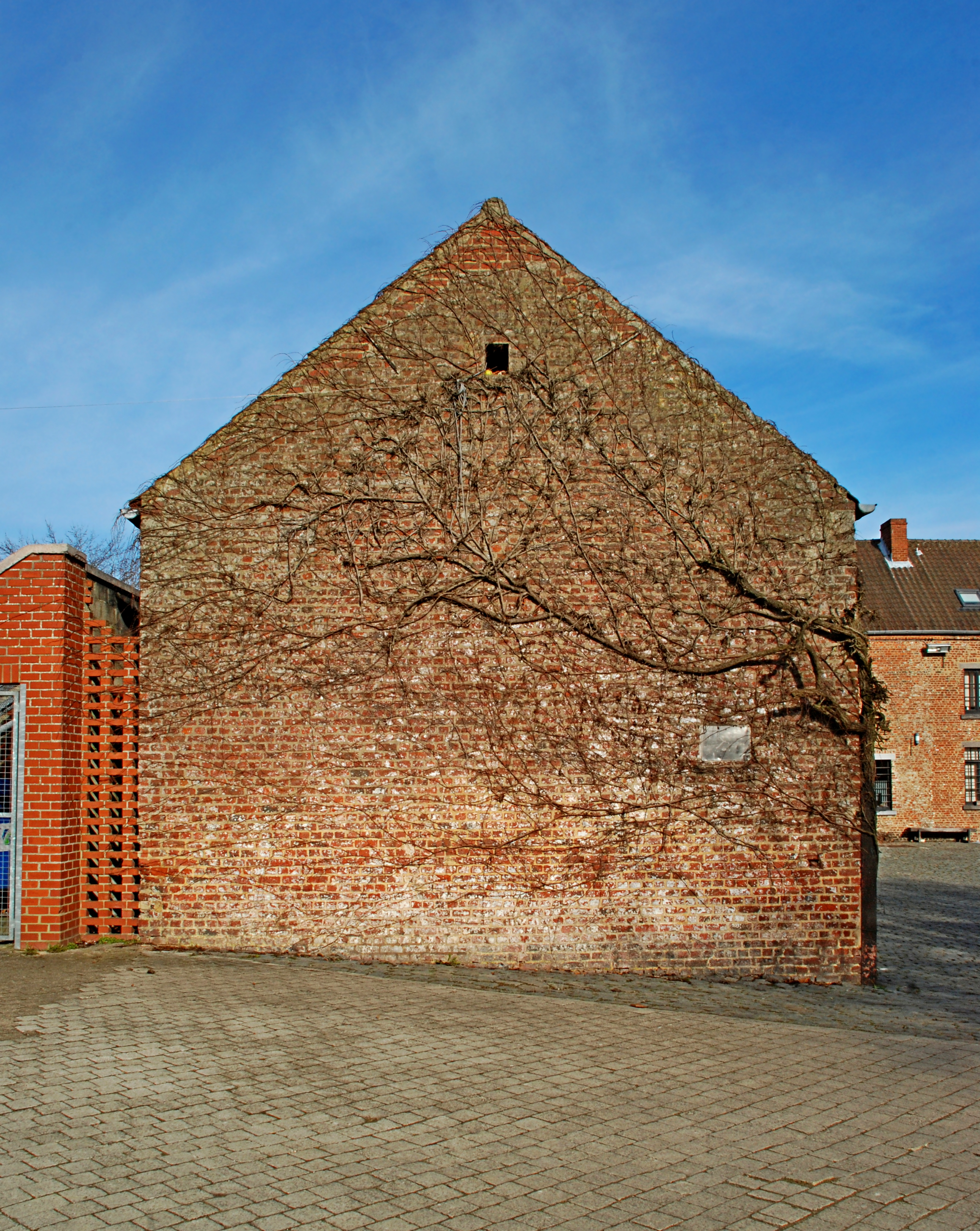
Le mur-pignon des étables.

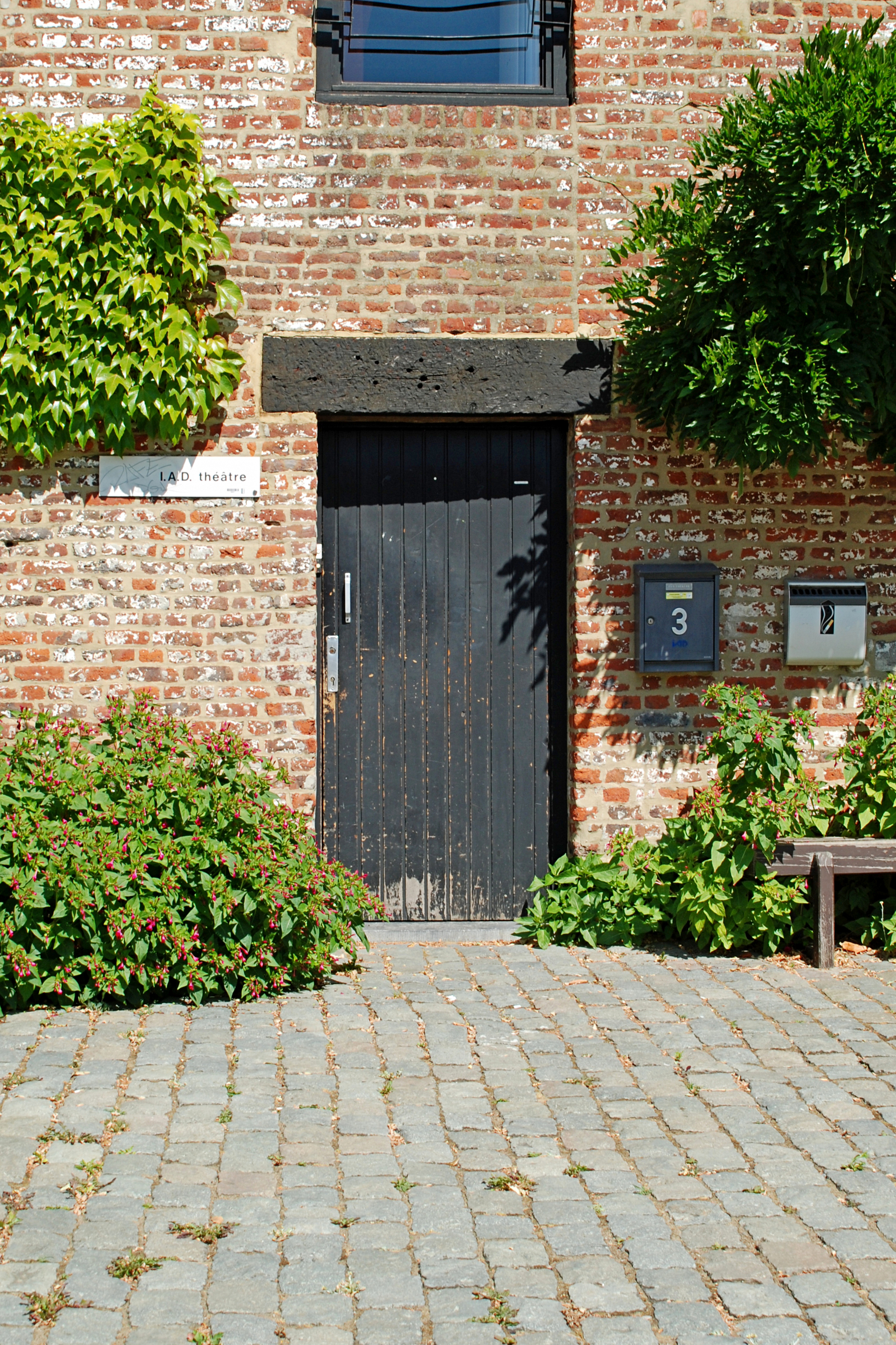
Une porte basse des étables.

La ferme se dresse à la place de l'Hocaille, dans le quartier nord-ouest de la cité universitaire de Louvain-la-Neuve, le quartier de l'Hocaille.
Elle est située entre le centre sportif de Blocry et les piscines de Blocry, au nord du lac de Louvain-la-Neuve.

## Toponymie
Attesté depuis 1204 sous la forme Blokeri, le toponyme Blocry signifie « la terre du lieu fortifié », du collectif roman -aria, et du moyen néerlandais blok.
Situé sur les flancs d'un coteau escarpé, on n'y voit aucun ruisseau, ce qui rend inexplicable, selon Jules Tarlier et Alphonse Wauters (1864), l'orthographe Bloc Ri qui a prévalu un temps.
Quant au quartier de l'Hocaille où se situe la ferme, son nom signifie « buisson d'épines, petite épinette » et provient du wallon hok « épine (arbrisseau) » dérivé du moyen néerlandais hocht « buisson, hallier », combiné au diminutif -aille,.

## Statut patrimonial
Non classée, la Ferme de Blocry fait cependant l'objet d'une « inscription » comme monument et figure à l'Inventaire du patrimoine immobilier culturel de la Wallonie sous la référence 25121-INV-0075-01.

## Historique

### Origines de la ferme
L'ancienne Ferme de Blocry (ou Ferme de la Bloquerie) a fait place en 1914 à l'église paroissiale Saint-Joseph. 
Le nom a été ensuite transféré à une ancienne exploitation agricole, qui est une petite ferme semi-clôturée de la deuxième moitié du XIXe siècle.
La Ferme de Blocry est donc nettement moins ancienne que la ferme du Biéreau située dans le quartier sud-est de la ville et qui date du XIIe siècle.

### Intégration des fermes dans la ville universitaire de Louvain-la-Neuve
Le plan directeur établi pour la ville de Louvain-la-Neuve dès sa création en 1972 prévoit que les fermes situées sur son territoire seront vouées aux arts : la ferme du Blocry est ainsi consacrée au théâtre (elle abrite l'Atelier théâtral Jean Vilar) et la Ferme de Biéreau à la musique.
La ferme est aujourd'hui complètement intégrée dans le cœur du quartier urbanisé de l'Hocaille.

### Atelier Théâtre Jean Vilar
L'Atelier Théâtre Jean Vilar est fondé en 1968 par le comédien, metteur en scène et directeur de théâtre belge Armand Delcampe, qui a voulu par là créer un théâtre dans la lignée de Jean Vilar, comédien, metteur en scène et directeur de théâtre français, fondateur du Festival d'Avignon et directeur du Théâtre national populaire.
L'Atelier Théâtre Jean Vilar est la continuation du Théâtre Universitaire de Louvain fondé en 1961 par le professeur Raymond Pouilliart et Armand Delcampe.
Les activités de l'Atelier sont transférées en 1975 à Louvain-la-Neuve, où il s'installe à la ferme de Blocry.
Armand Delcampe raconte : « Quand je suis arrivé à la Ferme de Blocry, il y avait encore du foin dans la grange, du fumier dans la cour et des porcs dans la porcherie. Il n'y avait pas un seul bâtiment aux alentours ».
Mais l'Atelier se sent vite à l'étroit dans la salle du Blocry, qui ne compte que 220 places, et il s'avère nécessaire d'utiliser un chapiteau de 600 à 1200 places planté sur un terrain vague voisin. Plus tard le besoin se fait sentir de construire une plus grande salle, dont la construction est confiée à l'architecte Jean Potvin : d'une capacité de 654 places et située au centre-ville (rue Rabelais), la nouvelle salle dénommée Théâtre Jean Vilar est inaugurée en janvier 1979.
La salle de la Ferme du Blocry reste cependant en service et des améliorations y sont apportées en 2004 pour le confort des spectateurs, mais elles ramènent la capacité de la salle à 116 places,.

## Institutions hébergées

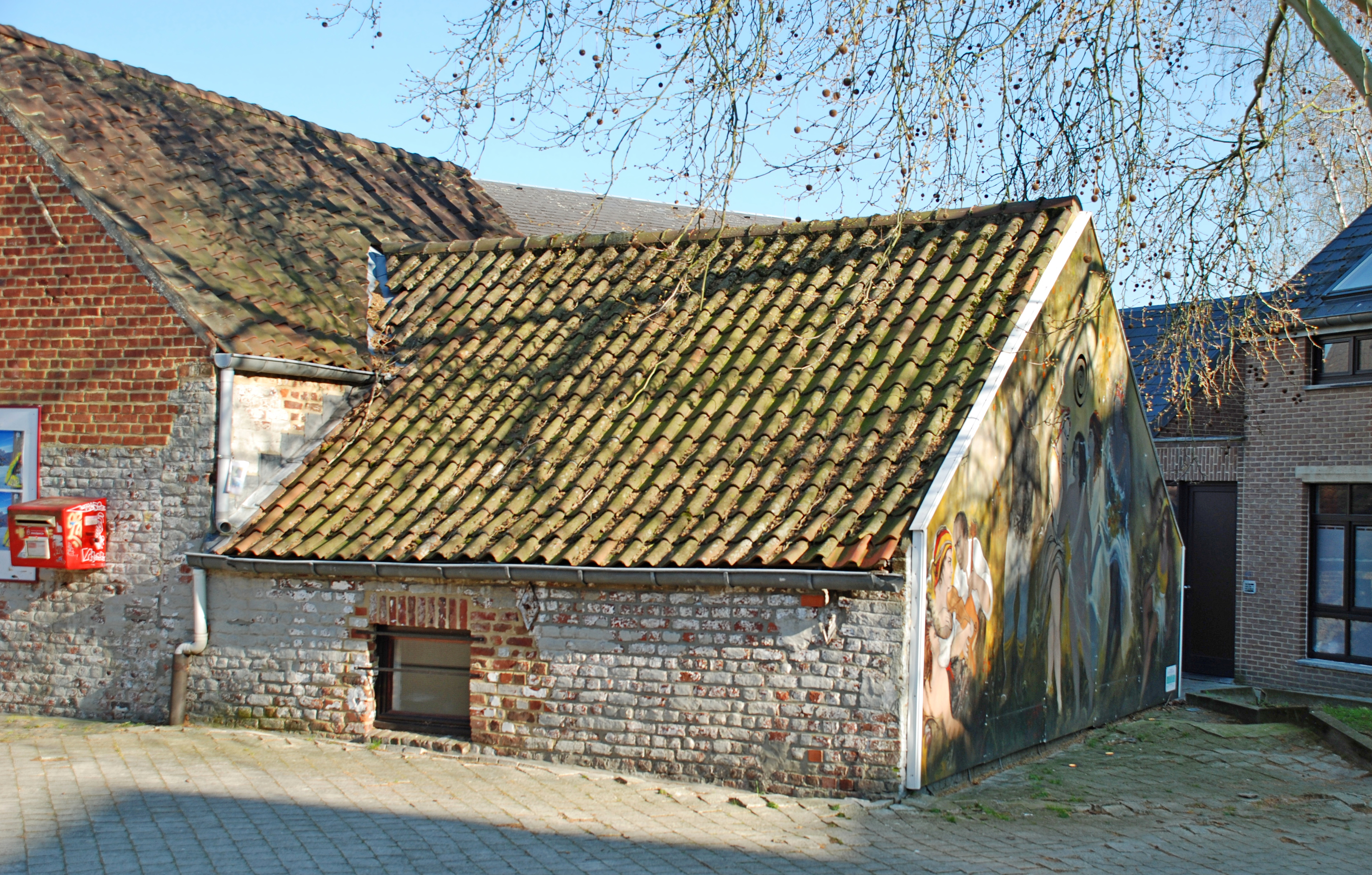
Une des annexes basses qui abritent des locaux du Centre Placet ; celle-ci porte la fresque Allégorie de l'Interculturalité.

Outre la salle de théâtre que l'Atelier Théâtre Jean Vilar conserve dans la ferme de Blocry, celle-ci abrite également, dans des annexes basses qui occupent l'angle sud-ouest de la ferme, des locaux du Centre Placet, un foyer international membre du Centre national de coopération au développement qui accueille et héberge des étudiants étrangers de l'UCLouvain.

## Architecture
La ferme de Blocry est une petite ferme semi-clôturée qui présente un plan en quadrilatère, avec une ouverture au sud-est et une ouverture à l'ouest.
Elle présente une maçonnerie de briques rouges et des toitures en bâtière de tuiles.
L'ancien corps de logis occupe la partie est de la ferme. Il présente une façade de quatre travées percée d'une porte à encadrement de pierre bleue (petit granit). Les trois autres travées sont percées de deux niveaux de fenêtres rectangulaires à linteau de pierre bleue, sauf la fenêtre inférieure droite qui est surmontée d'un arc surbaissé en briques.
À sa gauche se dresse l'ancienne grange dont la grande porte à arc surbaissé est maintenant doté d'une huisserie moderne arborant la mention « Théâtre Blocry ».
L'aile nord-ouest est occupée par les anciennes étables, dont la façade est percée à intervalles réguliers de petites portes à encadrement de pierre bleue alternant avec de petites fenêtres basses à arc surbaissé.

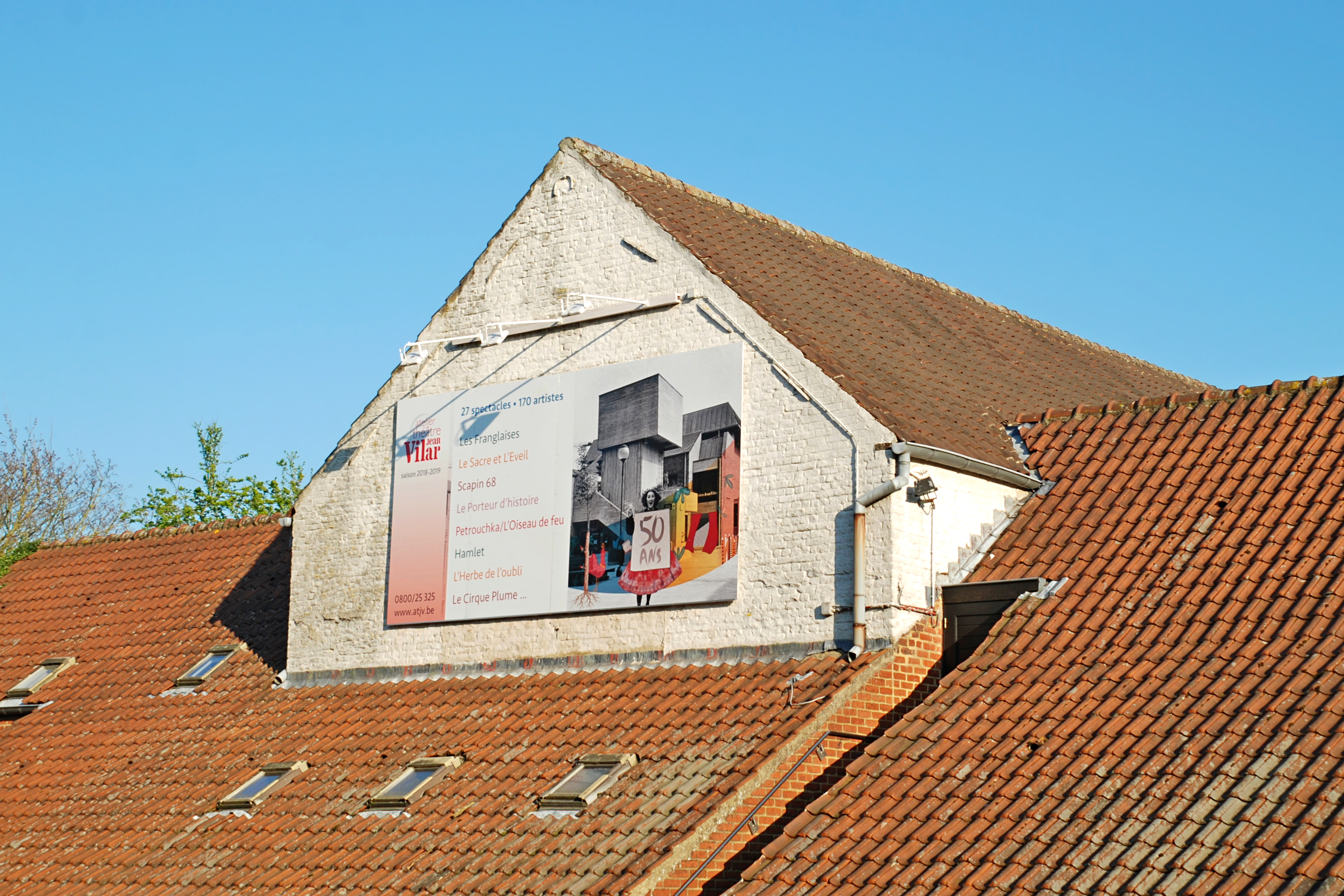
Le pignon de la grange.
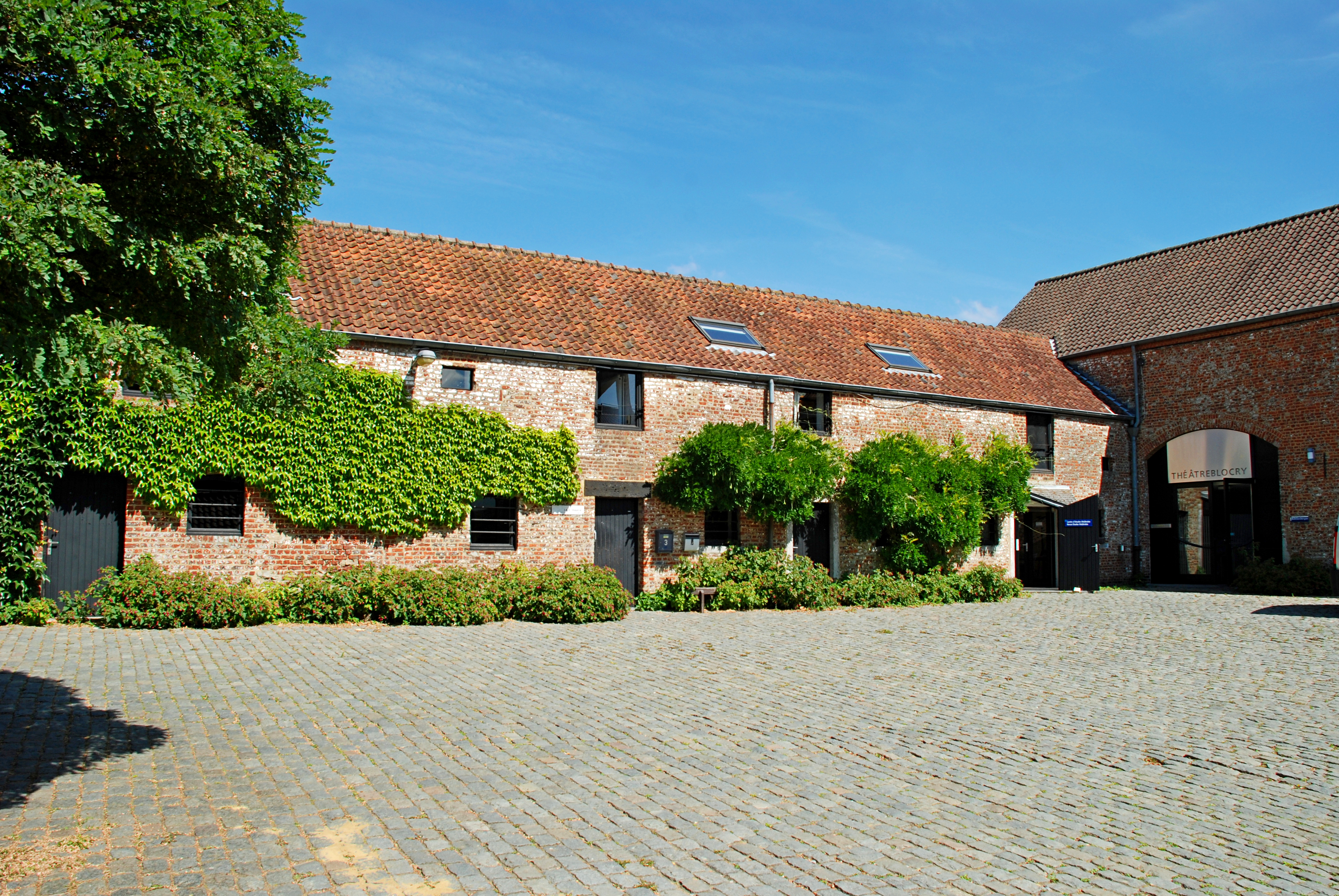
Les étables.
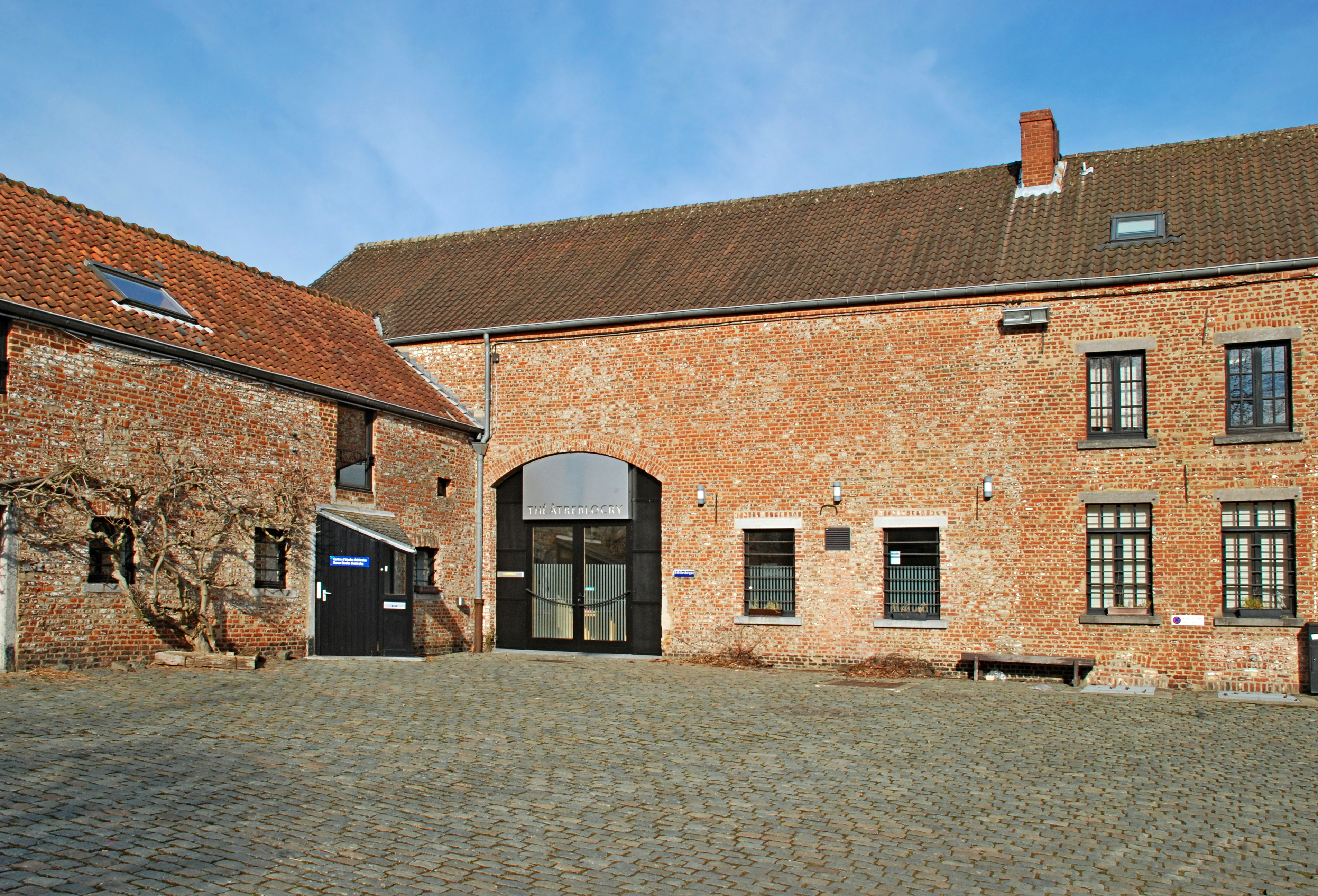
La grange.

## Art public:Allégorie de l'Interculturalité

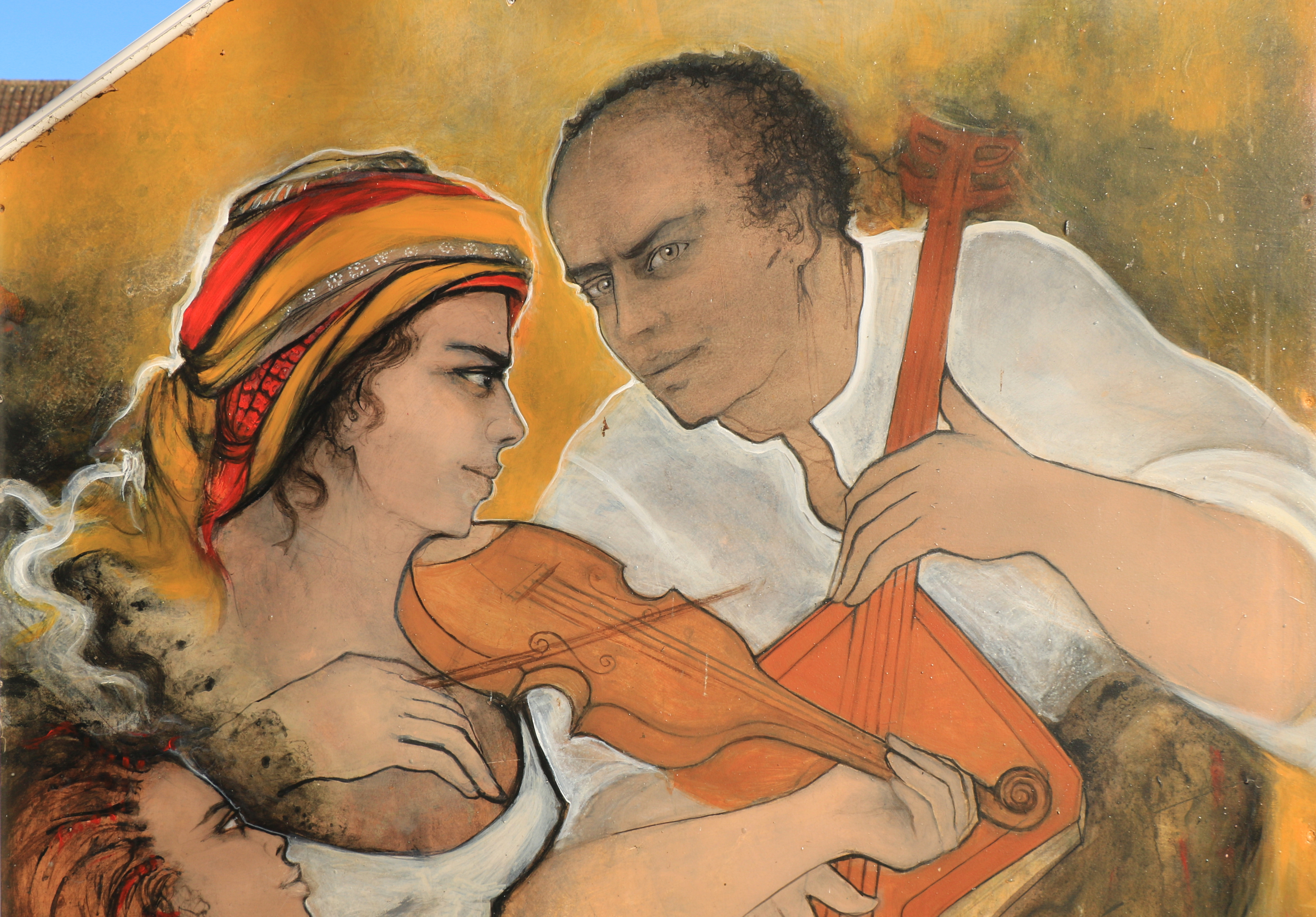
Musiciens.

Le mur pignon de la petite annexe qui occupe l'angle sud-ouest de la ferme est décoré d'une peinture murale de plus de six mètres de long  intitulée Allégorie de l'Interculturalité et réalisée par Roxana Alvarado en 2007,,.
Peintre graveur et maître verrier d'origine chilienne, Roxana Alvarado y a peint à la demande du Centre Placet une fresque qui illustre l'objectif d'interculturalité, en s'inspirant des visages représentés par le grand peintre de la Renaissance Sandro Botticelli,.
Cette œuvre a bénéficié du soutien de la Direction générale de la coopération au développement (DGCD), dont le Centre Placet est un foyer d'accueil pour étudiants étrangers.
Roxana Alvarado y réinterprète Le Printemps  de Sandro Botticelli. Au centre, elle donne à voir une vision multiraciale des trois Grâces, dans laquelle les trois Grâces symbolisent les continents africain, asiatique et européen et sont flanquées d'une version africaine de Mercure et de Flore. Alvarado s'écarte cependant de son modèle en ajoutant aux extrémités de sa fresque un couple de musiciens et une Muse tenant la tête d'Orphée, à gauche, et une jeune fille recevant la visite d'un ange, à droite.

Allégorie de l'Interculturalité
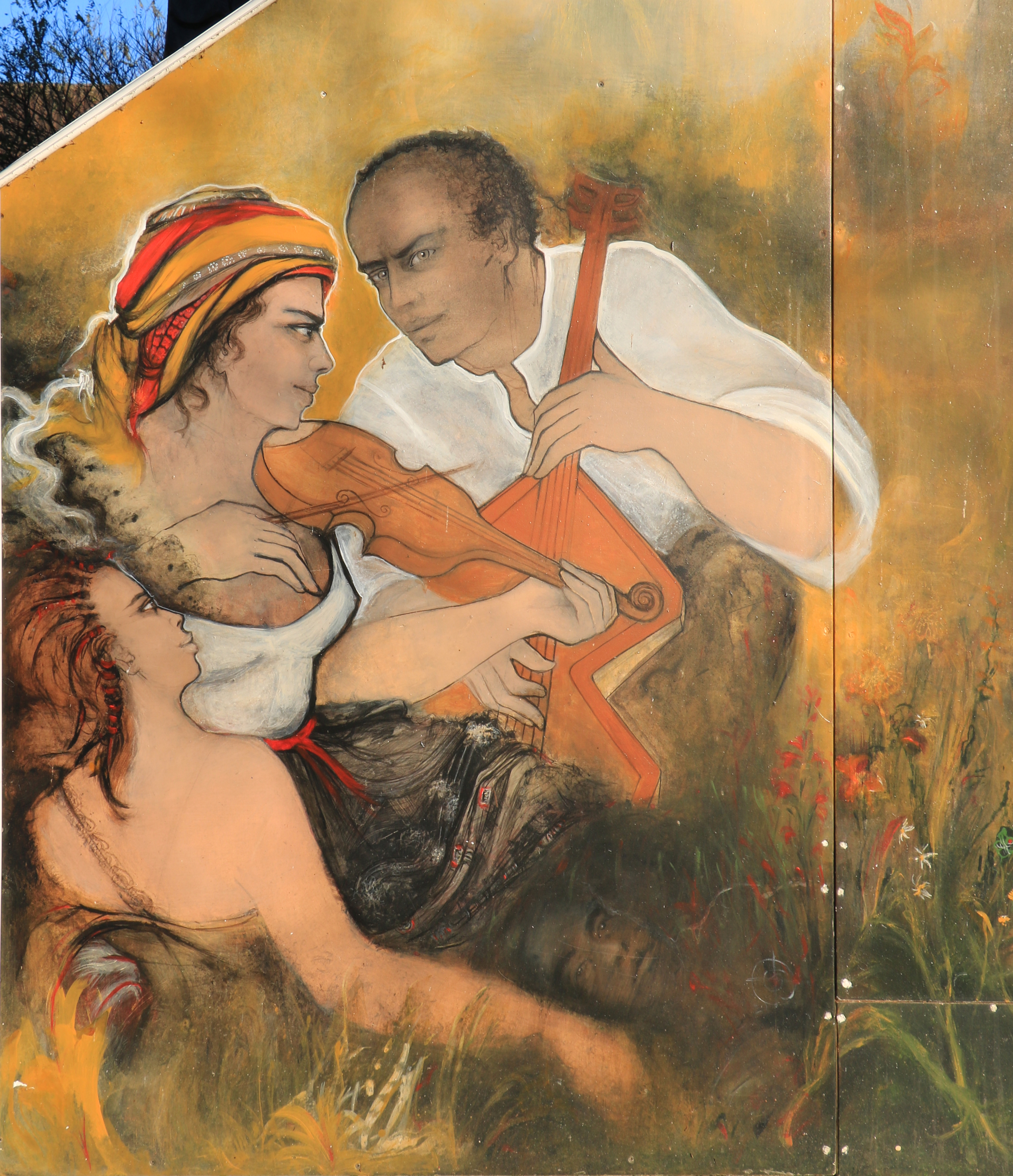
Muse et musiciens.
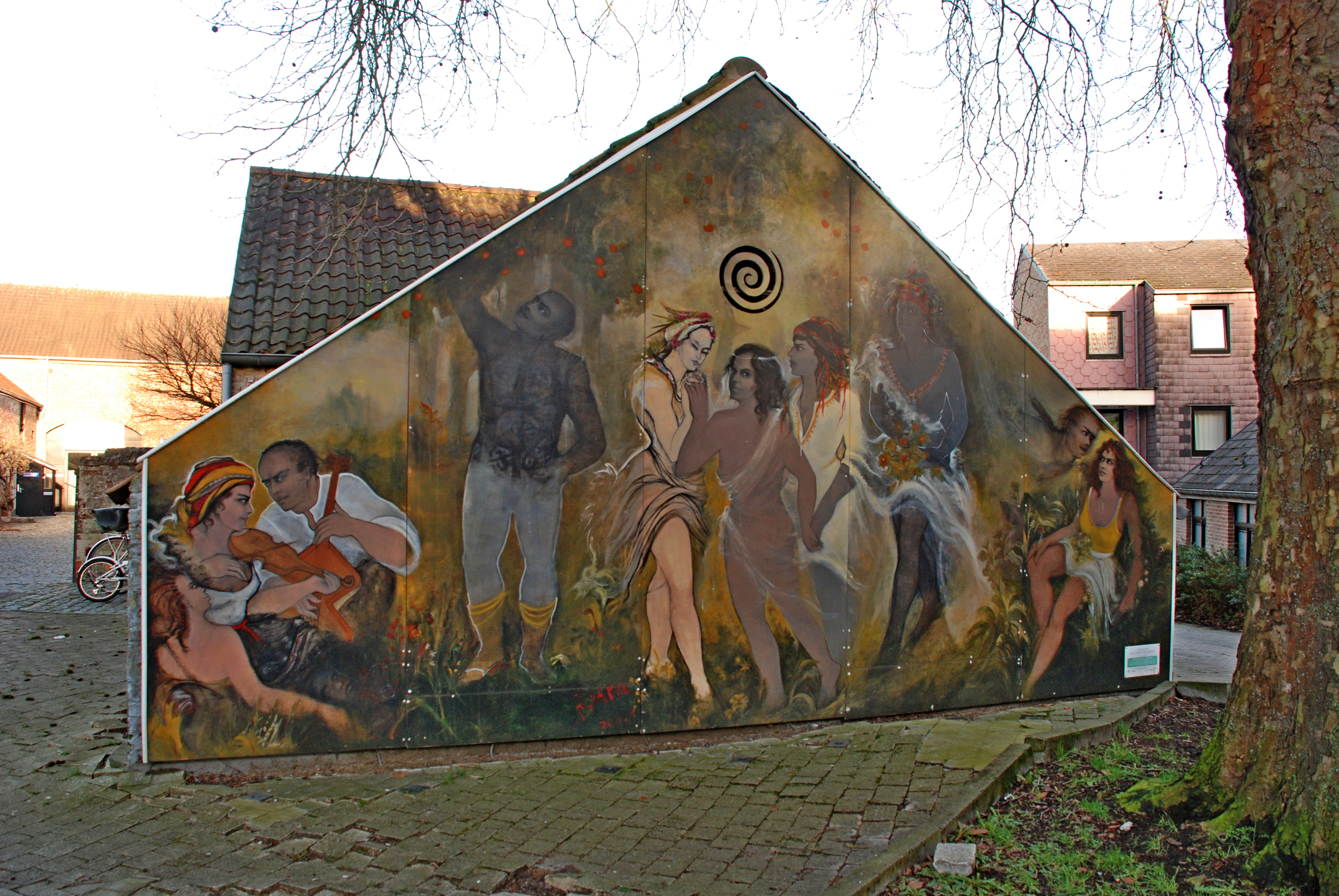
Le Printemps (Roxana Alvarado, 2007).
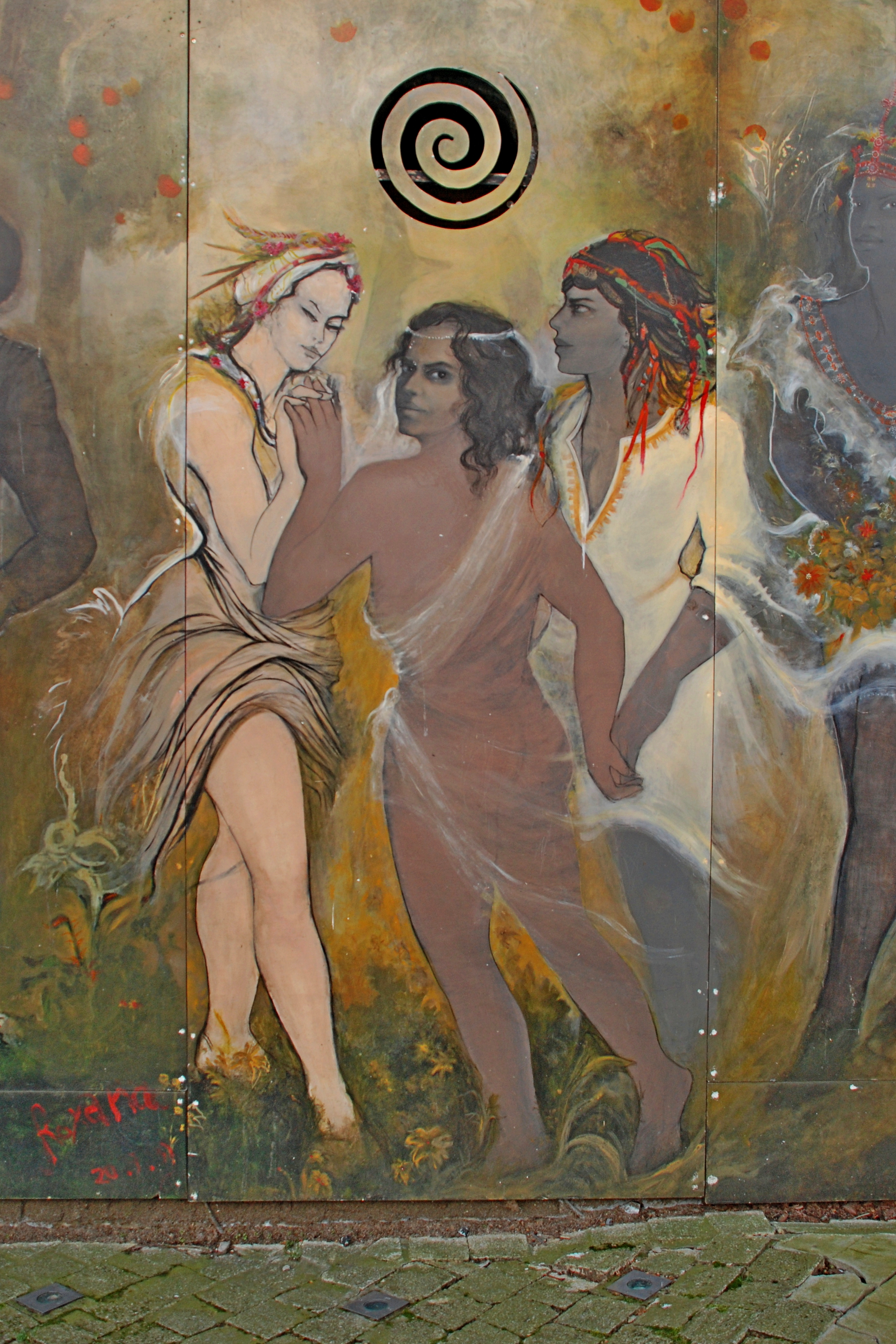
Les trois Grâces.

## Art public dans les environs de la Ferme de Blocry

### Totem de l'Atelier aux couleurs du monde
À l'entrée de la rue des Sports qui mène au Centre sportif de Blocry se dresse un totem de style naïf, haut en couleur, réalisé par les enfants de l'Atelier aux couleurs du monde, qui signent leur réalisation sur les côtés du totem.

### Ovo(1989)
À côté de la Ferme de Blocry, et face au siège social et aux logements du Centre Placet, se dresse une sculpture en acier inoxydable haute de 6 m, intitulée Ovo et réalisée en 1989 par le Mexicain Abelardo Mancinas, ancien résident du Centre Placet,.
Cette sculpture, « faite de courbes élancées aux torsions légères enlaçant partiellement un nucléus » a été réalisée à l'initiative du Centre Placet, avec l'appui de la Fondation Woitrin et de la Ville d'Ottignies-Louvain-la-Neuve.

### Le Mur du Marathonien(1991)
Sur un parking proche de la ferme de Blocry et du Complexe sportif de Blocry, face à l'intersection de la route de Blocry et de la route du Longchamp, se dresse Le Mur du Marathonien réalisée par Gérard Wibin en 1991,. 
Cette sculpture en béton, bois, acier et marbre porte une dédicace de l'artiste gravée dans la pierre : « Un symbole monumental de l'endurance et du dépassement de soi. Dans le sport plus qu'ailleurs, le geste est la charpente de l'esprit. Le béton, matériau primaire, situe le geste à ses origines. Le bois et le métal symbolisent la somme de persévérance de l'athlète. Le marbre, matière noble, est en attente du corps humain engagé ».

### Rêverie d'eau(2001)
Contre les piscines de Blocry, à l'intersection des rues du Castinia et de l'Hocaille,, se dresse une charmante statuette représentant Samuel, un enfant accroupi rêvant devant un jet d'eau et les galets de la fontaine,. « Le regard de l'enfant qui capte l'eau qui coule dans son rêve illustre le plaisir de la découverte du milieu aquatique et de l'acquisition de sa maîtrise ».
Cette sculpture en bronze haute de 70 cm, intitulée Rêverie d'eau, se reflète dans un plan d'eau de 3 m sur 3, entouré d'un espace végétal ondoyant,.
Cette sculpture de Gigi Warny, dont le promoteur est le Complexe sportif de Blocry, a été installée en 2001 à l'occasion du vingtième anniversaire des piscines,,.

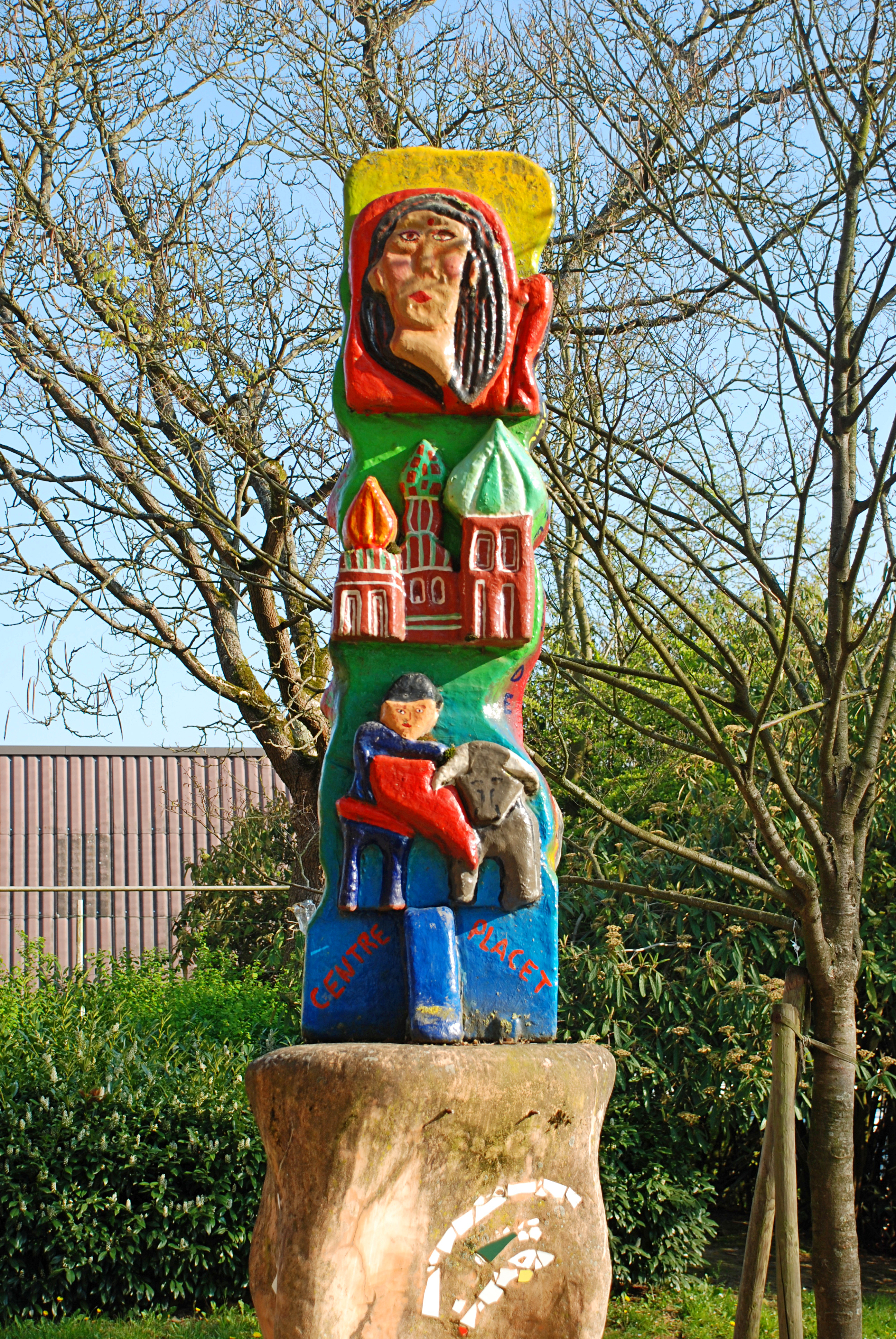
Totem de l'Atelier aux couleurs du monde.
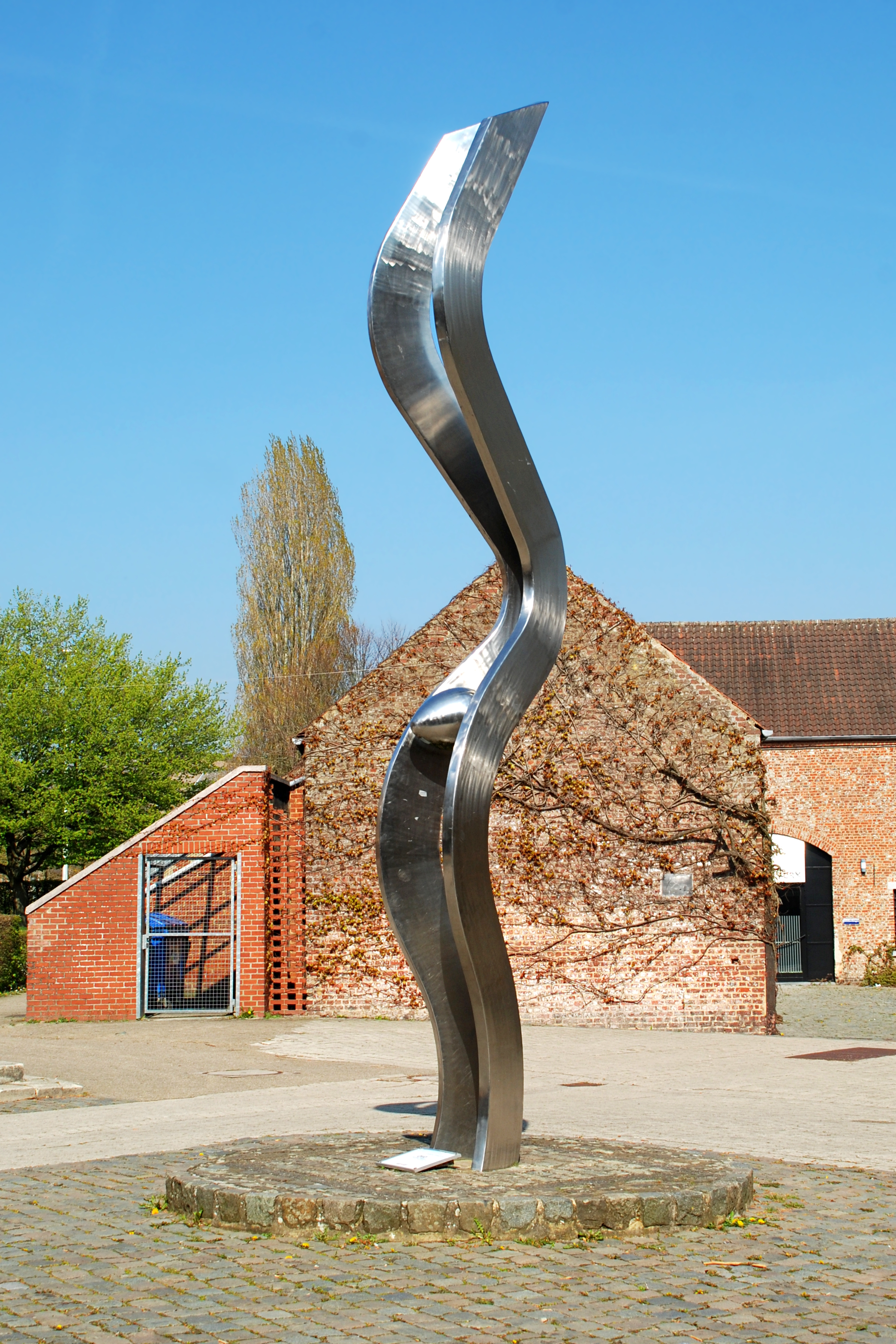
Ovo (Abelardo Mancinas, 1989).
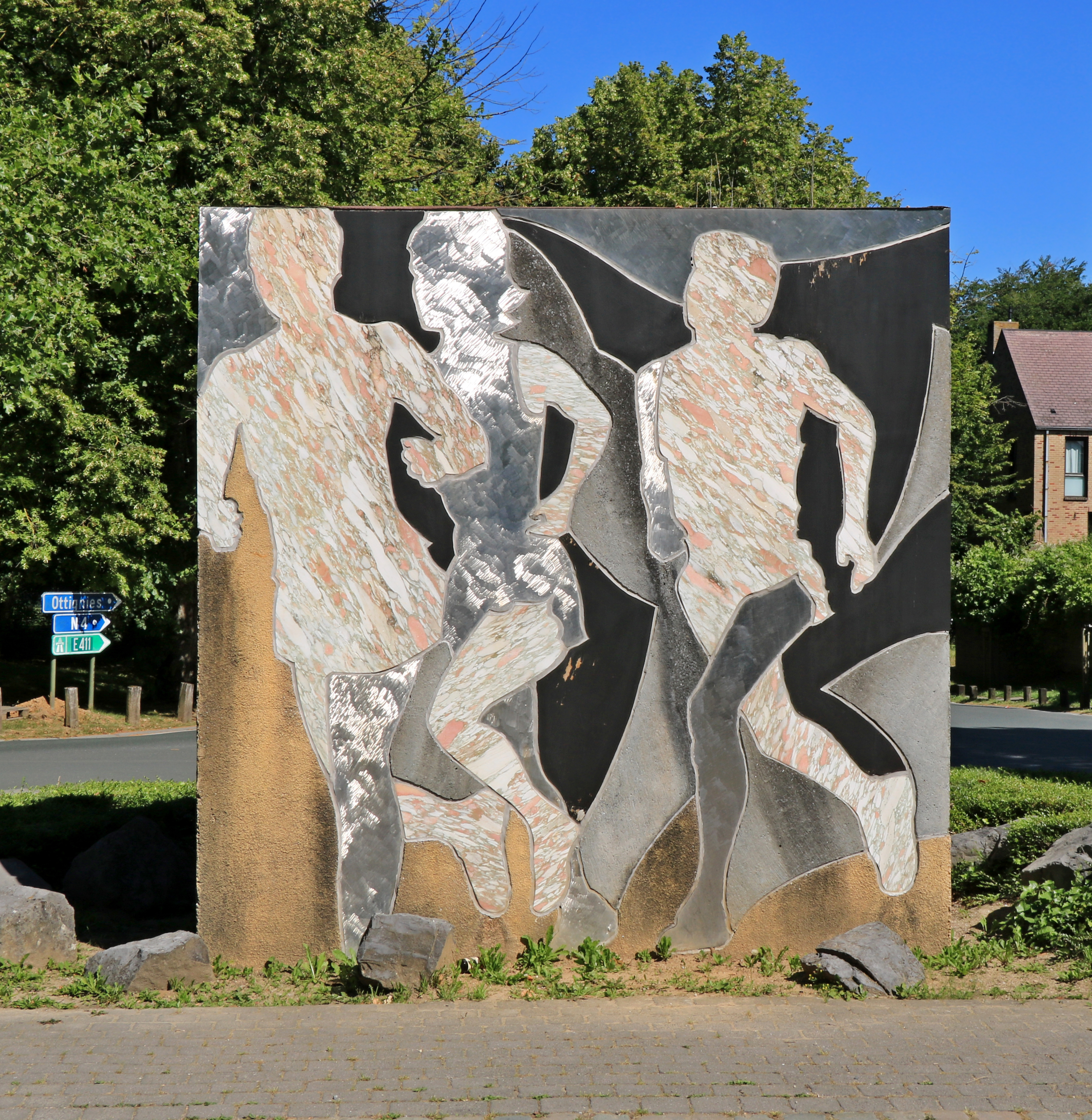
Le Mur du Marathonien (Gérard Wibin, 1991).
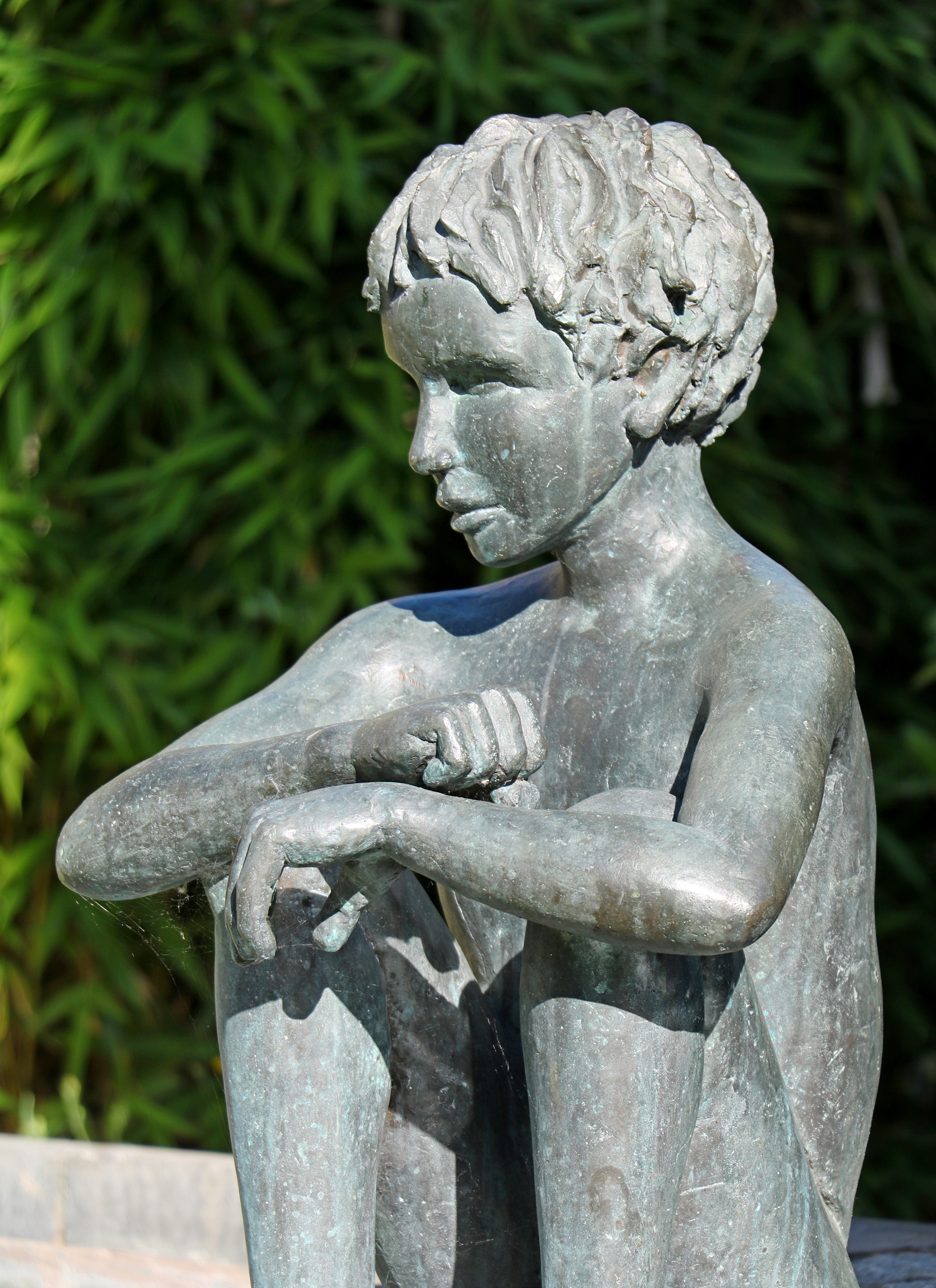
Rêverie d'eau (Gigi Warny, 2001).